# Prétilachlore
Le prétilachlore  est un composé organochloré utilisé comme substance active phytosanitaire pour son effet inhibiteur de division cellulaire et qui a été utilisé pour cette raison comme herbicide.

## Réglementation
L'usage du prétilachlore, seul ou en association, est interdit en France depuis 2007. Il est aussi interdit dans toute l'Europe.